# CRC Press
CRC Press — издательство, специализирующееся на научной и технической литературе. Многие из книг относятся к инженерному делу, науке и математике, а также бизнесу и информационным технологиям. CRC Press является подразделением Taylor & Francis, которая принадлежит Informa.
Импринты издательства: A K Peters, Chapman & Hall, Productivity Press.

## История
CRC Press была изначально основана как Chemical Rubber Company (CRC) и продавала оборудование для химических лабораторий. В 1913 CRC стала выпускать руководство на 116 страницах под названием Rubber Handbook, которое впоследствии стало основной книгой CRC — CRC Handbook of Chemistry and Physics.
В 1973 из-за успеха издательского бизнеса компания сменила имя на CRC Press и перестала заниматься производством. В 1986 была куплена компанией Times Mirror Company. В 1997/98 стала акционерным обществом. В 2003 CRC стала частью Taylor & Francis, которая с 2004 принадлежит британской издательской компании Informa.